# Vârful Farcău, Munții Maramureșului
Vârful Farcău, Munții Maramureșului, este cel mai înalt vârf montan din partea românească a Munților Maramureșului, având altitudinea de 1.957 metri.
Din întreg lanțul Munților Maramureșului, cel mai înalt punct este piscul Hovârla, situat pe teritoriul Ucrainei, cu 2.061 m.

## Descriere
...

## Alte articole
- Munții Maramureșului,
- Parcul Natural Munții Maramureșului
- Vârful Farcău - Lacul Vinderelu - Vârful Mihăilecu
- Vârful Hovârla, Munții Maramureșului